# Анавра (дем Алмирос)
Вижте пояснителната страница за други значения на Анавра.
Анавра (на гръцки: Ανάβρα) със старо име до 1928 г. Гура (на гръцки: Γούρα) е планинско разпръснато село на западните склонове на Отрис на надморска височина около 780 метра. От 1999 г. до 2010 г. е самостоятелен дем.
В близост до селото са изворите на Енипей.